# Parlamento de Navarra (Pau)
El Parlamento de Navarra es un antiguo tribunal de justicia, fundado en 1620 por Luis XIII tras la anexión del Bearne y la Baja Navarra al reino de Francia. El edificio que ocupa el Parlamento de Navarra es el antiguo Palacio de Justicia de Pau. Construido en 1585, se encuentra frente al Castillo de Pau y actualmente se utiliza como sede del Consejo departamental de los Pirineos Atlánticos.

## Historia

Mapa de los parlamentos en 1789

El Parlamento de Pau o Parlamento de Navarra con sede en Pau fue un parlamento del Antiguo Régimen creado por el rey de Francia, Luis XIII, en 1620 tras la reunificación de Bearne y Baja Navarra, los valles de Andorra y desde Donezan hasta la corona de Francia. Su jurisdicción incluía la Baja Navarra, Sola y Bearne. Fue heredero de varios consejos establecidos por los príncipes de Bearne desde el siglo XI (Corte de Bearne, Corte mayor y Consejo Soberano de Bearne). Estaba integrado por el Consejo soberano de Bearne y la Cancillería de Navarra. Pierre de Marca fue nombrado presidente de este parlamento por Luis XIII en 1621.
La jurisdicción del nuevo parlamento era una de las más restringidas del reino: Bearne, Navarra y luego Soule desde 1691 en detrimento de la Cour de Guyenne. Su extensión estuvo, de hecho, limitada por la de sus poderosos vecinos, el Parlamento de Toulouse y el Parlamento de Burdeos, aunque hubo otros proyectos de vinculación al Parlamento de Navarra con sede en Pau (como senescalado de las Landas, país del Labort, condado de Bigorra y Senescalía de Rivière-Basse) fueron considerados.

## Composición

### Composición inicial (1620)
Unión de la Cancillería del Reino de Navarra y del Consejo Soberano de Bearne:
- tres despachos de presidente con mortero
  - el vicecanciller del reino de Navarra
  - los dos presidentes del Consejo Soberano de Bearne
- diecinueve oficinas de asesoramiento
  - cinco concejales de la Cancillería del Reino de Navarra
  - doce consejeros del Consejo Soberano de Bearne
  - dos procuradores generales del Consejo Soberano de Bearne
- dos despachos de procurador general
  - el fiscal general de la Cancillería del Reino de Navarra
  - el abogado general del Consejo Soberano de Bearne
- una oficina del fiscal general
  - el abogado general de la Cancillería del Reino de Navarra

### Modificación de 1621
Creación de nuevas oficinas:
- creación de la oficina del primer presidente
- creación de dos asesorías adicionales (21 concejales en total)

### Modificaciones de 1639
Creación de una nueva oficina:
- creación de una oficina de asesores adicional (total 22 asesores)

### Modificaciones de 1691
Integración de miembros de la Cámara de Comptos de Navarra:
- integración de tres oficinas de silla de mortero (total 6 sillas de mortero)
- integración de catorce oficinas de consejería (total 36 consejeros)
- integración de los dos abogados generales como asesores (total 38 asesores)
- integración del fiscal general como asesor (total 39 concejales)

Creación de nuevas oficinas:
- creación de una oficina de silla de mortero (total de 7 sillas de mortero)
- creación de seis oficinas de asesoría (total 45 asesores)

### Modificaciones de 1692
Creación de una nueva oficina:
- creación de una oficina adicional de asesores (46 concejales en total)

### Modificación de 1702
Creación de nuevas oficinas:
- creación de dos oficios de caballero de honor

### Composición (1702-1789)
- Una oficina del primer presidente
- Siete cargos de presidente en mortero
- Cuarenta y seis oficinas de asesoramiento
- Dos despachos de procurador general
- Una oficina del fiscal general
- Dos oficios de caballero de honor

## Lista de presidentes

### Lista de primeros presidentes
Todos los primeros presidentes son ajenos a Navarra y Bearne, salvo el último de ellos.
- 1620-1622 : Jean Daffis.
- 1622-1664 : Bernard de Lavie.
- 1664-1685 : Thibaud de Lavie, hijo del anterior.
- 1685-1701 : René d'Alon.
- 1701-1704 : Romain d'Alon, hijo del anterior.
- 1704-1710 : François de Bertier.
- 1710-1724 : Gui de Fenouil.
- 1724-1729 : Mathieu de Montholon.
- 1729-1733 : Alexandre de Roux de Gaubert.
- 1733-1758 : Paul de Roux de Gaubert, hijo del anterior.
- 1759-1777 : Pierre-Gaston Gillet de Lacaze.
- 1778-1789 : Jean-Baptiste-François Gillet de Lacaze, hijo del anterior.
- 1789-1790 : François de Casamajor de Charritte (presidente de mortero desde 1757).

### Lista de presidentes à mortier
Siete cargos de presidentes à mortier creados paulatinamente entre 1621 y 1691.
Creación de 1621:
- 1621-1628 : Jacques de Gassion, presidente del Consejo Soberano de Bearne
- 1628-1663 : Jean de Gassion, hijo del anterior
- 1664-1707 : Pierre de Gassion, hijo del anterior
- 1707 / 1712-1759 : Jean-Henri de Gassion, hijo del anterior
- 1759-1760 : Bernard d'Abbadie d'Ithorots
- 1763-1790 : Jean d'Abbadie d'Ithorots, hijo del anterior

Creación de 1621:
- 1621-1644 : Pierre de Marca, presidente del Consejo Soberano de Bearne
- 1644-1689 : Galactoire de Marca, hijo del anterior
- 1690-1707 : Jacques d'Abbadie d'Orognen
- 1707-1751 : Mathieu-Philippe d'Abbadie d'Orognen, hijo del anterior
- 1751-1790 : Martín-Simón de Dupla

Creación de 1621:
- 1624-1652 : Jean d'Esquille, vicerrector del Reino de Navarra
- 1649 / 1652-1673 : Jean d'Esquille, hijo del anterior
- 1673 / 1679-1723 : Arnaud d'Esquille, hijo del anterior
- 1724-1748 : Armand-Ignace d'Esquille, hijo del anterior
- 1748-1790 : Armand d'Esquille, hijo del anterior

Creación de 1691:
- 1691-1700 : Antoine du Pont, primer presidente de la Cámara de Cuentas de Navarra
- 1707-1731 : Armand de Casaux, yerno del anterior
- 1731-1776 : Jacques de Casamajor de Jasses, yerno del anterior
- 1776-1790 : Jean de Casamajor de Jasses, hijo del anterior

Creación de 1691:
- 1691-1717 : Antoine de Bayard, presidente de mortero de la Cámara de Cuentas de Navarra
- 1717-1740 : Paul-Joseph Desclaux de Mesplès
- 1740-1751 : Dominique Desclaux de Mesplès, hijo del anterior
- 1751-1790 : Jean-César de Mesplès d'Esquiule, yerno del primer presidente Paul de Roux de Gaubert

Creación de 1691:
- 1691-1712 : Jacques-Joseph de Doat, presidente de mortero de la Cámara de Cuentas de Navarra
- 1713-1748 : Jean-Bernard de Doat, hijo del anterior
- 1748-1781 : Clément-Xavier de Pujo de Lafitole, yerno del anterior
- 1781-1790 : Henri de Pujo de Lafitole, hijo del anterior

Creación de 1691:
- 1691-1732 : Charles Deschiens de La Neuville
- 1732-1757 : Charles Casamajor de Charritte
- 1757-1789 : François de Casamajor de Charritte, hijo del anterior
- 1789-1790 : Jean-Baptiste d'Esquille, hijo de Armand d'Esquille

Creaciones provisionales 1765-1776
- 1765-1776 : Jean-Raimond de Courrèges
- 1765-1776 : Antoine de Faget de Pomps

## Arquitectura

### Edificio principal
El Parlamento de Navarra se estableció en 1620 en el antiguo palacio de justicia construido en 1585 por orden de Enrique IV, y en el solar de la casa episcopal de Lescar y el cementerio de San Martín. El edificio principal fue incendiado en 1716. A pesar de un proyecto de reconstrucción en el borde de la Place Royale, fue reconstruido en el mismo sitio en 1722.

### Torre del parlamento
La torre contigua al Parlamento es, por su parte, un vestigio de la antigua iglesia de San Martín de Pau. Este es el campanario de esta iglesia destruida en 1884 para dar paso a una iglesia más grande al este de este sitio. El campanario de la iglesia ya había sido demolido hasta el primer piso en 1794, luego fue reconstruido en madera en 1805 antes de ser completamente reconstruido alrededor de 1870 durante la construcción de la nueva iglesia. Este antiguo campanario ahora se considera a menudo la torre del Parlamento de Navarra.

## sigloXXI
Abandonado tras la construcción del actual Palais de Justice en 1856, vivió numerosas vicisitudes convirtiéndose sucesivamente en escuela primaria, museo, depósito de archivos departamentales e incluso almacén de ropa militar. Finalmente fue comprado y rehabilitado para albergar el Consejo General del Departamento desde 1927. En 2000, el Consejo General de Pirineos Atlánticos completó la construcción de la nueva sede departamental debajo del Château de Pau. Desde entonces, el Parlamento de Navarra ha acogido la asamblea departamental así como diversas reuniones de trabajo.